# Молино Албергати (Ферара)
Молино Албергати је насеље у Италији у округу Ферара, региону Емилија-Ромања.
Према процени из 2011. у насељу је живело 141 становника. Насеље се налази на надморској висини од 13 м.